# Amêndoas de Páscoa
As amêndoas de Páscoa, amêndoas da Páscoa, amêndoas confeitadas, amêndoas francesas, são dos doces mais comuns e consumidos na Páscoa em Portugal. São geralmente formadas por uma amêndoa coberta de uma calda de açúcar crocante e colorida ou chocolate, embora existam diversas variantes, como cobertas de canela ou caramelo, como também em vez de amêndoa podem ser recheadas de chocolate, pinhões ou outros frutos secos.
Pela Páscoa é tradicional oferecer um folar o que criou a tradição de oferecer presentes pela Páscoa, essa tradição em certas regiões de Portugal passou também para os padrinhos oferecerem aos seus afilhados como presente um saquinho de amêndoas pela Páscoa.

## História
No séc XVIII com o aumento da produção de amêndoas doces na França criou-se a necessidade de preservar estas, tendo sido inventada por um farmacêutico a cobertura de açúcar como forma de conservação das amêndoas
Com o passar do tempo essas técnicas acabaram por ser introduzidas em Portugal primeiro por conventos e mosteiros e por volta de 1850 com a industrialização alimentar através de fábricas, produzindo as amêndoas cobertas de açúcar.

## Processo de Criar uma Amêndoa Coberta de Açúcar
Este começa por selecionar e secar a amêndoa, dependo do tipo esta também pode ser escaldada para retirar a pele. De seguida faz-se uma calda com goma arábica de forma a cobrir as amêndoas e tornar estas mais regulares e esta cobertura vai ajudar a aderir as caldas seguintes. 
As amêndoas são então transferidas para torbinas (ou bacias rotativas) onde dependo da grossura desejada vão enrolar até 6 horas sendo adicionado camadas de açúcar que tem de secar entre cada adição, dai as horas todas, para criar múltiplas camadas, se a amêndoa vai ser coloridas as ultimas adições de açúcar vâo ter um corante para fixar a cor.
Por fim como as amêndoas vão estar rugosas, estas são transferidas para uma nova torbina para serem polidas e ficarem bem brilhantes.

## Tipos de amêndoas de Páscoa
- Amêndoa Lisa de Cores (ou Caseira) - Uma amêndoa mais arredondada e grande, com uma calda grossa de açúcar, numa proporção de 1 para 5, considerada uma amêndoa mais barata.
- Amêndoa Tipo Francês - Uma amêndoa mais achatada, com uma calda fina de açúcar, numa proporção de 1 para 2, normalmente uma amêndoa mais cara.
- Amêndoa Coberta de Chocolate - Esta pode estar simplesmente coberta de chocolate, podendo este ser de leite, branco, preto, etc ou ainda ter por fora outra cobertura de calda de açúcar fina ou chocolate em pó, cacau em pó ou canela.
- Amêndoa Caramelizadas (ou Coberta de Caramelo) - A amêndoa está coberta de um caramelo, este pode ser mais ou menos caramelizado[2], por vezes também pode ser aromatizado com especiarias como canela, também existe outra variedade com o mesmo nome que usa chocolate branco com aroma a caramelo.

## Outras Variedades
Confeito de Pinhão (Pinhão da Páscoa) - Pinhões cobertos de uma camada fina de açúcar.
Avelãs da Páscoa - Avelãs cobertas de chocolate ou calda de açúcar.
Pistácio - Pistácios cobertos de chocolate ou calda de açúcar.
Amendoim - Amendoins cobertos de chocolate ou calda de açúcar.
Recheio de Chocolate - Este normalmente tem um visual mais achatado, sendo o recheio chocolate com uma cobertura fina de açúcar colorido.